# Кармалейка (Вадінський район)
Кармале́йка (рос. Кармалейка) — село у складі Вадінського району Пензенської області, Росія.
Населення — 39 осіб (2010; 71 у 2002).
Національний склад станом на 2002 рік:
- росіяни — 100 %